# Jeanne Cagney
Jeanne Carolyn Cagney (25 maart 1919 — 7 december 1984) was een Amerikaanse actrice. Ze was de zus van de acteur James Cagney en acteur en filmproducent William Cagney.

## Biografie
Jeanne Carolyn Cagney werd op 25 maart 1919 in  New York geboren. Kort hierop stierf haar vader en bleef haar moeder met Jeanne en vier oudere broers achter. 
Cagney studeerde aan de Hunter College en was lid van de Phi Beta Kappa Society. Tijdens haar studiejaren speelde ze op het college hoofdrollen in diverse toneeluitvoeringen. Na Cagney's cum laude ging ze een toneelopleiding volgen aan de Pasadena Playhouse.
Cagney was twee keer getrouwd. In 1944 huwde ze de acteur Kim Spaulding. Ze scheidden op 9 maart 1951 en hadden samen geen kinderen. Op 6 juni 1953 hertrouwde Cagney met Jack Morrison, een faculteitslid in toneelkunsten  aan de UCLA. Ze kregen twee dochters:   Mary en Terry.
Op 7 december 1984 stierf Jeanne Cagney op 65-jarige leeftijd aan longkanker. Haar broers James en William, haar dochters en een kleinzoon overleefden haar.

## Carrière

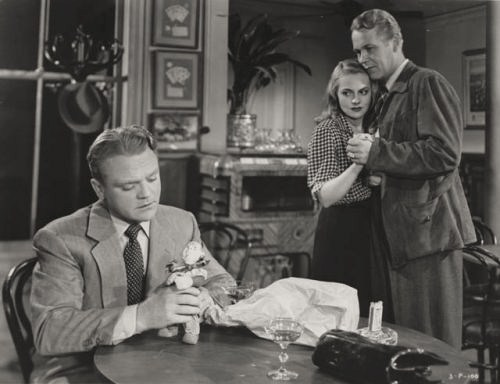
Met James Cagney (links) en Wayne Morris in The Time of Your Life (1948)

Jeanne Cagney begon haar acteercarrière met toneeluitvoeringen en  optredens in radioprogramma's. Nadat een talentscout haar hoorde op een radioprogramma van Bing Crosby deed ze een screentest voor RKO Pictures. Ze tekende echter een langdurig contract bij Paramount Pictures. Van 1939 tot 1965 verscheen Cagney in 19 films, waarvan vier met James Cagney: Yankee Doodle Dandy (1942), The Time of Your Life (1948), A Lion Is in the Streets (1953) en Man of a Thousand Faces (1957). Ze kreeg veel positieve kritiek op haar acteerwerk in de film noir Quicksand (1950).

### Filmografie
- All Women have Secrets (1939)
- Rhythm on the River (1940)
- Golden Gloves (1940)
- Queen of the Mob (1940)
- Yankee Doodle Dandy (1942)
- Golden Gloves (1944)
- The Time of Your Life (1948)
- Quicksand (1950)
- Don't Bother to Knock (1952)
- A Lion Is in the Streets (1953)
- The Titled Tenderfoot (1955)
- Kentucky Riffle (1956)
- Man of a Thousand Faces (1957)
- Town Tamer (1965)

### Broadway
- I'll take the High Road van Lucille S. Prumbs (1943)
- The Streets are guarded van Laurence Stallings (1944)
- A Place of our Own van Elliott Nugent (1945)
- The Iceman Cometh van Eugene O'Neill (1946-1947)

- Biblioteca Nacional de España: XX4931400
- Bibliothèque nationale de France: cb14160922x (data)
- Gemeinsame Normdatei: 1062474198
- International Standard Name Identifier: 0000 0001 1604 3329
- Library of Congress Control Number: no91011687
- Nationale Bibliotheek van Tsjechië: xx0149954
- Virtual International Authority File: 19890020
- WorldCat: E39PBJdcwpvFxXqQDWQ7PcJYyd